# Red House
La Red House (en castellano; casa roja) es una propiedad ubicada en Bexleyheath, al sureste de Londres (Inglaterra), que fue construida por Philip Webb en 1859, por encargo de William Morris. Toma su nombre del material con el que están construidos sus muros, ladrillo rojo.
Dos años más tarde Morris organizó una asociación de artistas prerrafaelistas –incluyendo a Webb, Rossetti, Burne-Jones y Ford Madox– para formar un taller que diseñara y realizara por encargo cualquier trabajo artístico, desde murales hasta vidrieras y muebles, desde bordados hasta trabajos en metal y madera tallada. El propósito era crear una obra de arte total, en la que su creador tuviera total conexión con su obra, y fuera única, en contraposición con la producción industrial.
Fue la primera obra arquitectónica del grupo Art & Crafts. Interiormente fue decorada con pinturas murales y vitrales. Morris quería una casa y también un "Palacio de las Artes" en el que él y sus amigos pudiesen disfrutar produciendo obras de arte. La obra refleja la admiración por la autenticidad y humanidad de los métodos constructivos medievales.

Está construida en ladrillo rojo cálido sin revestimientos, con un techo de tejas, facilitando la adaptación al medio que les rodea. Los autores evitaron seguir cualquier estilo y atendieron sobre todo a la utilidad práctica de la vivienda. El aspecto exterior del edificio surge directamente de la creación de los volúmenes necesarios para cumplir las funciones interiores. En el interior predominan la madera, los azulejos y el vidrio, materiales naturales que le dan un ambiente acogedor. Los diseños recuerdan un mundo medieval y vegetal.

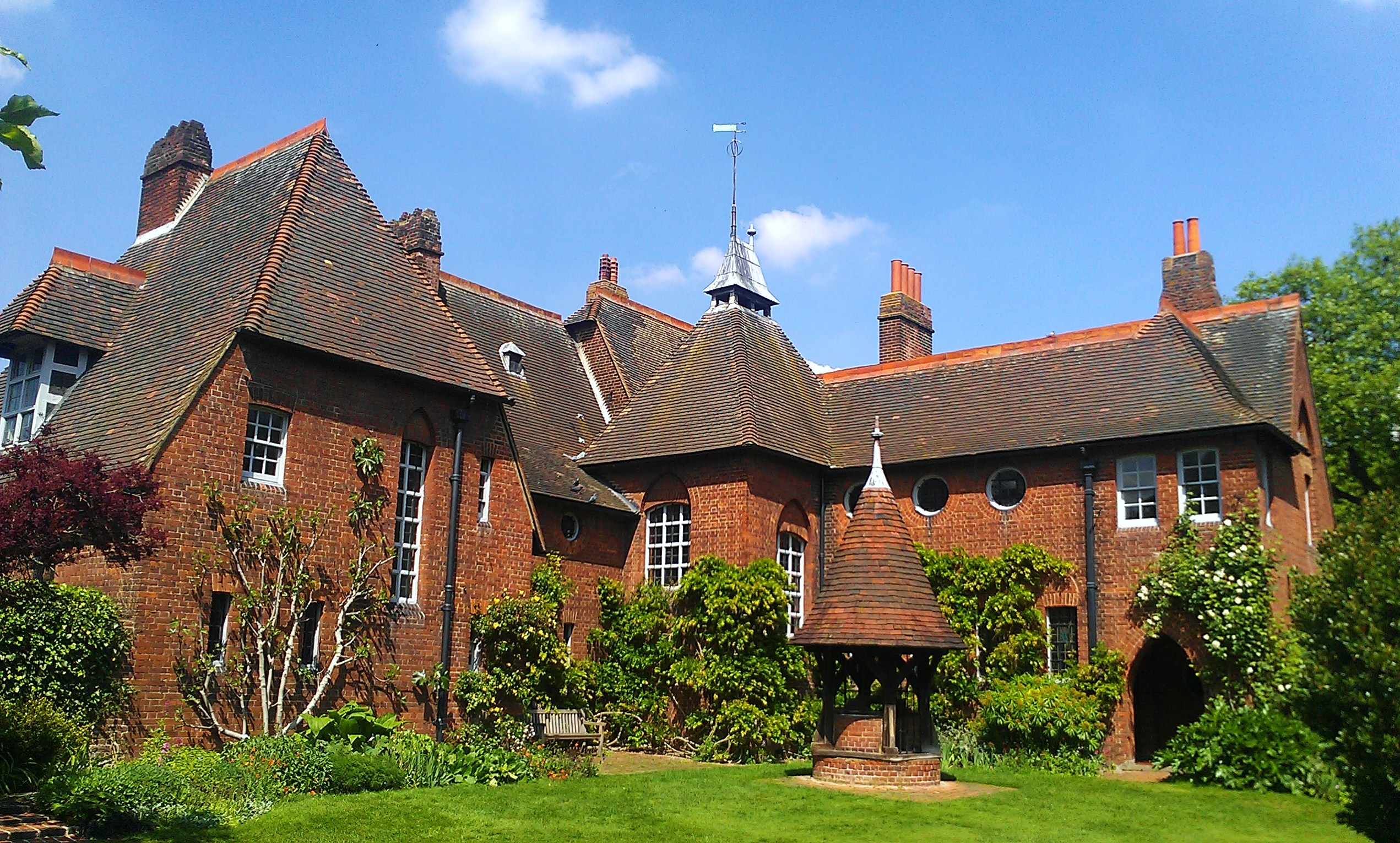
La Red House en Bexleyheath, Kent